# Kanton Puiseaux
Kanton Puiseaux (francouzsky Canton de Puiseaux) je francouzský kanton v departementu Loiret v regionu Centre-Val de Loire. Tvoří ho 13 obcí.

## Obce kantonu
- Augerville-la-Rivière
- Aulnay-la-Rivière
- Boësses
- Briarres-sur-Essonne
- Bromeilles
- Desmonts
- Dimancheville
- Échilleuses
- Grangermont
- La Neuville-sur-Essonne
- Ondreville-sur-Essonne
- Orville
- Puiseaux